# Тахикардия желудочков
Тахикардия желудочков — один из видов аритмий сердечной деятельности, учащение сокращений желудочков сердца. Кратковременная желудочковая тахикардия не опасна, продолжительная же является симптомом заболевания и представляет собой опасное для жизни состояние.
Тахикардия желудочков является симптомом нарушения проводимости сердца.

## Классификация
Варианты тахикардии желудочков:
- неустойчивая тахикардия желудочков — кратковременное увеличение частоты сердечных сокращений до не менее чем 120 ударов в минуту, когда серии быстрых сокращений желудочков сердца продолжаются не более 30 секунд;
- устойчивая тахикардия желудочков — увеличение частоты сердечных сокращений, длящееся более 30 секунд.

Неустойчивая тахикардия желудочков, будучи кратковременной, не ухудшает ток крови и обычно не представляет непосредственной опасности для жизни. Она обычно незаметна для пациента и может быть обнаружена при мониторинге по Холтеру или при мониторинге сердечной деятельности в стационаре.
При устойчивой тахикардии желудочков электрические импульсы эктопического фокуса вызывают быстрые регулярные повторные сокращения желудочков и является результатом нарушения проводимости сердца.

## Распространённость
При инфаркте миокарда желудочковая тахикардия в первые 4 часа после инфаркта встречается в 30,6 % случаев в течение 4-х часов (до госпитализации). В отделениях интенсивной терапии (в первую неделю госпитализации) частота появления желудочковой тахикардии составляет в среднем в 15 %.